# Victor Boștinaru
|  | Dieser Artikel wurde auf den Seiten der Qualitätssicherung des Projektes Politiker eingetragen. Hilf mit, ihn zu verbessern, und beteilige dich an der Diskussion! |

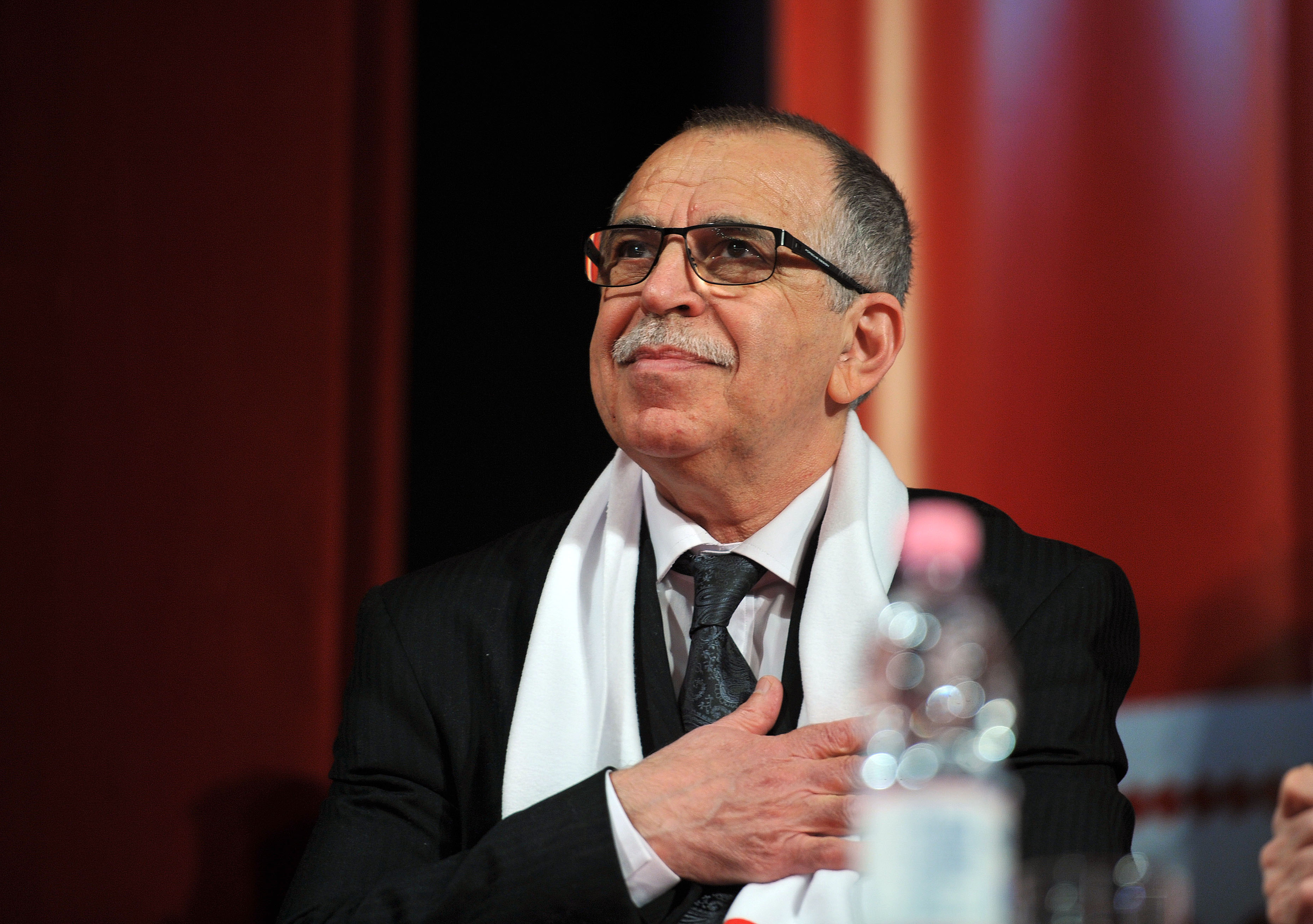
Victor Boștinaru

Victor Boștinaru (* 17. Mai 1952 in Valea Mare, Kreis Dâmbovița) ist ein rumänischer Politiker der Partidul Social Democrat und Lehrer.

## Leben
Boștinaru studierte Geschichte und Geographie und war als Lehrer in Rumänien an einer Grundschule tätig. Seit Dezember 2007 ist Boștinaru Abgeordneter im Europäischen Parlament.